# Уинди-Арбор
Уинди-Арбор (англ. Windy Arbour; ирл. Na Glasáin) — городской район Дублина в Ирландии, находится в административном графстве Дублин (провинция Ленстер).